# Kanton Commercy
Der Kanton Commercy ist seit 1790 ein französischer Wahlkreis im Arrondissement Commercy, im Département Meuse und in der Region Grand Est (bis 2015 Lothringen); sein Hauptort ist Commercy.

## Geschichte
Der Kanton entstand 1790. Bis 2015 gehörten 19 Gemeinden zum Kanton Commercy. Mit der Neuordnung der Kantone in Frankreich sank die Zahl der Gemeinden 2015 auf 14. Von den bisherigen 19 Gemeinden wechselten Cousances-lès-Triconville, Dagonville, Erneville-aux-Bois, Nançois-le-Grand und Saint-Aubin-sur-Aire zum Kanton Vaucouleurs.

## Gemeinden
Der Kanton besteht aus 14 Gemeinden mit insgesamt 11.781 Einwohnern (Stand: 1. Januar 2022) auf einer Gesamtfläche von 203,02 km²:
| Gemeinde                    | Einwohner 1. Januar 2022 | Fläche km² | Dichte Einw./km² | Code INSEE | Postleitzahl |
| --------------------------- | ------------------------ | ---------- | ---------------- | ---------- | ------------ |
| Boncourt-sur-Meuse          | 319                      | 10,84      | 29               | 55058      | 55200        |
| Chonville-Malaumont         | 204                      | 18,80      | 11               | 55114      | 55200        |
| Commercy                    | 5.332                    | 35,37      | 151              | 55122      | 55200        |
| Euville                     | 1.635                    | 29,76      | 55               | 55184      | 55200        |
| Frémeréville-sous-les-Côtes | 127                      | 6,44       | 20               | 55196      | 55200        |
| Geville                     | 627                      | 33,10      | 19               | 55258      | 55200        |
| Girauvoisin                 | 77                       | 5,06       | 15               | 55212      | 55200        |
| Grimaucourt-près-Sampigny   | 93                       | 9,27       | 10               | 55220      | 55500        |
| Lérouville                  | 1.380                    | 14,38      | 96               | 55288      | 55200        |
| Mécrin                      | 188                      | 10,19      | 18               | 55329      | 55300        |
| Pont-sur-Meuse              | 132                      | 3,63       | 36               | 55407      | 55200        |
| Saint-Julien-sous-les-Côtes | 139                      | 4,95       | 28               | 55460      | 55200        |
| Vadonville                  | 251                      | 5,21       | 48               | 55526      | 55200        |
| Vignot                      | 1.277                    | 16,02      | 80               | 55553      | 55200        |
| Kanton Commercy             | 11.781                   | 203,02     | 58               | 5507       | –            |

Bis zur landesweiten Neuordnung der französischen Kantone im März 2015 gehörten zum Kanton Commercy die 19 Gemeinden Boncourt-sur-Meuse, Chonville-Malaumont, Commercy (Hauptort), Cousances-lès-Triconville, Dagonville, Erneville-aux-Bois, Euville, Frémeréville-sous-les-Côtes, Geville, Girauvoisin, Grimaucourt-près-Sampigny, Lérouville, Mécrin, Nançois-le-Grand, Pont-sur-Meuse, Saint-Aubin-sur-Aire, Saint-Julien-sous-les-Côtes, Vadonville und Vignot. Sein Zuschnitt entsprach einer Fläche von 285,77 km2. Er besaß vor 2015 einen anderen INSEE-Code als heute, nämlich 5505.

## Bevölkerungsentwicklung
| 1962   | 1968   | 1975   | 1982   | 1990   | 1999   | 2006   | 2012   |
| ------ | ------ | ------ | ------ | ------ | ------ | ------ | ------ |
| 14.799 | 14.213 | 13.648 | 13.515 | 13.129 | 12.977 | 13.700 | 13.581 |

## Politik
Im 1. Wahlgang am 22. März 2015 erreichte keines der vier Wahlpaare die absolute Mehrheit. Bei der Stichwahl am 29. März 2015 gewann das Gespann Danielle Combe/Jean-Philippe Vautrin (beide DVD) gegen Jean Paul Cravedi/Corinne Kaufmann (beide FN) mit einem Stimmenanteil von 62,23 % (Wahlbeteiligung:50,57 %).
Seit 1945 hatte der Kanton folgende Abgeordnete im Rat des Départements:
| Vertreter im conseil général des Départements | Vertreter im conseil général des Départements | Vertreter im conseil général des Départements |
| Amtszeit                                      | Name                                          | Partei                                        |
| --------------------------------------------- | --------------------------------------------- | --------------------------------------------- |
| 1945–1958                                     | Maurice Charlier                              | DVD                                           |
| 1958–1976                                     | Henri Perrin                                  | Rad.                                          |
| 1976–1998                                     | François Dosé                                 | PS                                            |
| 1998–2015                                     | Alain Verneau                                 | PS                                            |
| 2015–                                         | Danielle Combe Jean-Philippe Vautrin          | UMP/LR                                        |